# Kwiecień 2005 w sporcie
Zobacz też: Kwiecień 2005 · Zmarli w kwietniu 2005 · Kwiecień 2005 w Wikinews

## 24 kwietnia2005
- Koszykówka – półfinał play off – Prokom Trefl Sopot – Turów Zgorzelec 88:78, Prokom Trefl Sopot prowadzi w półfinale 2:0.
- Formuła 1 – Fin Kimi Räikkönen wystartuje z pole position do Grand Prix San Marino. Z drugiego miejsca wystartuje lider klasyfikacji, Hiszpan Fernando Alonso.
- Formuła 1 – Fernando Alonso wygrał Grand Prix San Marino po ciężkiej walce z Michaelem Schumacherem na ostatnich okrążeniach. Kimi Räikkönen, który startował do wyścigu z pierwszej pozycji nie ukończył wyścigu z powodu awarii bolidu.

## 19 kwietnia2005
- Formuła 1 – Alexander Wurz zastąpi w Grand Prix San Marino Juana Pablo Montoyę. Będzie to pierwszy wyścig Austriaka od sezonu 2000.

## 15 kwietnia2005
- Lekkoatletyka – Podczas islamskich igrzysk w Mekce (Arabia Saudyjska) 24-letni reprezentant gospodarzy Mohamed Salman Al-Khuwalidi wynikiem 8,44 m w skoku w dal ustanowił rekord Azji. To najlepszy w tym roku rezultat na świecie. W latach 2003–2004 trenerem zawodnika był polski szkoleniowiec Zdzisław Kokot.

## 14 kwietnia2005
- Zapasy – Monika Michalik-Rogień z drużyny Orlęta Trzciel zdobyła w Warnie tytuł mistrzyni Europy w zapasach w stylu wolnym w kategorii 63 kg. W finałowej walce Polka pokonała Białorusinkę Wolchę Chilko 3:1. W pierwszym dniu finałów mistrzostw Europy reprezentantki Polski zdobyły w sumie trzy medale. Wcześniej srebro wywalczyła Iwona Sadowska (Agros Żary, 48 kg), a brąz – Sylwia Bileńska (Dąb Brzeźnica, 55 kg).

## 13 kwietnia2005
- Koszykówka – Koszykarki PZU Polfy Pabianice po raz drugi pokonały Wisłę Can-Pack Kraków, prowadzą 2-0 w serii i są blisko awansu do finału play off mistrzostw Polski koszykarek.
- Boks – Krzysztof "Diablo" Włodarczyk (Hammer KnockOut Promotions) plasuje się w gronie najlepszych bokserów na świecie. W najnowszym rankingu wagi junior ciężkiej, najpotężniejszej organizacji – World Boxing Council (WBC) – zajmuje trzecie miejsce. Liderem jest Amerykanin Steve Cunningham. Polak 16 kwietnia w Bydgoszczy stoczy pojedynek o mistrzostwo Unii Europejskiej w wadze junior ciężkiej z Niemcem Rudigerem Mayem.
- Piłka nożna – Mecze ćwierćfinałowe piłkarskiej Ligi Mistrzów:

– PSV Eindhoven – Olympique Lyon 1:1 (1:1, 0:1), k. 4:2
Bramki: dla PSV – Alex (50); dla Olympique – Sylvain Wiltord (10).
Rzuty karne: dla PSV – Mark van Bommel (+), Andre Ooijer (+), Wilfried Bouma (+), DaMarcus Beasley (-), Robert (+), dla Olympique – Juninho Pernambucano (+), Mickael Essien (-), Hatem Ben Arfa (+), Eric Abidal (-)
Pierwszy mecz – 1:1. Awans – PSV
-Juventus F.C. – Liverpool F.C. 0:0
Pierwszy mecz: 2:1 dla Liverpoolu. Awans: FC Liverpool.

## 12 kwietnia2005
- Piłka nożna – Piłkarski mistrz Niemiec Werder Brema jest zainteresowany polskim napastnikiem Andrzejem Niedzielanem (NEC Nijmegen) – poinformował jeden z holenderskich portali internetowych. Wysłannicy Werderu (czwarte miejsce w obecnych rozgrywkach Bundesligi) byli na niedzielnym meczu NEC z Vitesse Arnhem (1:1), w którym Niedzielan strzelił bramkę.
- Piłka nożna – Mecze ćwierćfinałowe piłkarskiej Ligi Mistrzów:

– Inter Mediolan – AC Milan 0:1 (0:1) – mecz przerwany w 73. min. z powodu zamieszek na trybunach.
Bramka: Andrij Szewczenko (30). Pierwszy mecz 2:0 dla Milanu. Awans – AC Milan.
– Bayern Monachium – Chelsea F.C. 3:2 (0:1)
Bramki: dla Bayernu – Claudio Pizarro (65), Michael Ballack (90), Mehmet Scholl (90+5); dla Chelsea – Frank Lampard (30). Didier Drogba (80). Pierwszy mecz wygrała Chelsea 4:2. Awans – Chelsea F.C.

## 11 kwietnia2005
- Koszykówka – mecze ćwierćfinałowe play – off
  - Turów Zgorzelec – Astoria Bydgoszcz 94:75 2:0
- Lekkoatletyka – Dyskwalifikacja dla każdego zawodnika, który popełni falstart na igrzyskach lub mistrzostwach świata – takie zaostrzenie przepisów o falstarcie zaproponował Komitet Wykonawczy IAAF, który obradował w Doha. Według obowiązujących, a wprowadzonych dwa lata temu przepisów pierwszy falstart nie pociąga za sobą żadnych konsekwencji, dopiero każdy następny oznacza dyskwalifikację. Jeśli zmiana zostanie przyjęta, nowy przepis będzie obowiązywał od 1 stycznia 2006 roku.

## 10 kwietnia2005
- Koszykówka – mecze ćwierćfinałowe play – off
  - Polonia Warszawa – Platinum – Wisła Kraków 77:62 2:0
  - Turów Zgorzelec – Astoria Bydgoszcz 102:64 1:0
  - Prokom Trefl Sopot – Polpharma Starogard Gdański 88:71 2:0
  - Anwil Włocławek – Deichmann – Śląsk Wrocław 86:84 2:0
- Kolarstwo – Belg Tom Boonen (Quick Step) wygrał kolarski klasyk Paryż - Roubaix (259 km) zaliczany do cyklu Pro Tour. Na mecie, usytuowanej tradycyjnie na welodromie w Roubaix, Boonen wyprzedził, po efektownym finiszu, współtowarzyszy ucieczki – George’a Hincapiego (USA) i Hiszpana Juana Antonio Flechę. Dzięki zwycięstwu w 103. edycji wyścigu, nazywanego "Piekłem Północy", 24-letni Belg został liderem klasyfikacji Pro Tour. Wikinews
- Piłka nożna – XVII kolejka ekstraklasy:

-Cracovia – Legia Warszawa 1:0 (0:0), Bramka: Marcin Bojarski (90.)
- Motocyklowe Mistrzostwa Świata – Włoch Valentino Rossi wygrał Grand Prix Hiszpanii w klasie MotoGP

## 9 kwietnia2005
- Koszykówka – mecze ćwierćfinałowe play – off
  - Anwil Włocławek – Deichmann – Śląsk Wrocław 76:74 1:0
  - Prokom Trefl Sopot – Polpharma Starogard Gdański 94:83 1:0
  - Polonia Warszawa – Platinum – Wisła Kraków 92:83 1:0
- Skoki narciarskie – Polski Związek Narciarski zdecydował, że do przyszłorocznych zimowych igrzysk olimpijskich w Turynie trenerem Adama Małysza będzie nadal Austriak Heinz Kuttin. PZN porozumiał się także z Edim Federerem, szefem firmy Sportmarketing, podpisując z nim nową umowę handlową
- Piłka nożna – XVII kolejka ekstraklasy:

-GKS Katowice – Polonia Warszawa 2:3 (1:1), Bramki: Plizga (21.), Bartnik (64.) – Udarević (43.), Gołaszewski (58.), Wijas (73. samobójcza)
-Odra Wodzisław – Górnik Łęczna 0:5 (0:4), Bramki: Nazaruk (17.), Kubica (23.), Szałachowski (27., 45.), Kucharski (67.)
-Pogoń Szczecin – Dyskobolia Grodzisk Wielkopolski 1:0 (0:0), Bramka: Sablik (88. samobójcza)
-Amica Wronki – Lech Poznań 1:0 (0:0), Bramka: Piątek (62. samobójcza)
-Zagłębie Lubin – Górnik Zabrze 1:1 (1:0), Bramki: Felipe (43. samobójcza) – Chałbiński (67.)
-Wisła Płock – Wisła Kraków 1:1 (0:1), Bramki: Jeleń (62.) – Żurawski (36.)

## 8 kwietnia2005
- Kolarstwo – Francuz Sylvain Chavanel z ekipy Cofidis wygrał wyścig kolarski Circuit de la Sarthe. Chavanel zdobył koszulkę lidera po drugim etapie, a sukces przypieczętował zwycięstwem po samotnej ucieczce na ostatnim, czwartym etapie z metą w Le Mans.

## 7 kwietnia2005
- Piłka nożna – Jean-Christophe Devaux, obrońca francuskiego zespołu Racing Strasbourg, chce grać w przyszłości w piłkarskiej reprezentacji Polski. "Wypełniłem już wszystkie dokumenty, które otrzymałem z ambasady, niezbędne do otrzymania obywatelstwa. To byłoby dla mnie wzruszające – zagrać w trykocie reprezentacji Polski" – zapewniał 29-letni piłkarz.

Babka piłkarza ze strony matki była Polką. Jean-Christophe Devaux grał w reprezentacji Francji juniorów i młodzieżowców. Nie wystąpił natomiast ani razu w pierwszej drużynie "Tricolores"

## 6 kwietnia2005
- Piłka nożna – pierwsza runda 1/4 finału Ligi Mistrzów
  - Chelsea F.C. – Bayern Monachium 4:2 (1:0), Cole, Lampard (2), Drogba – Schweinsteiger, Ballack
  - A.C. Milan – Inter Mediolan 2:0 (1:0), Stam, Szewczenko
- Kolarstwo – Lance Armstrong złożył w sądzie skargę na swego byłego asystenta, który 31 marca oskarżył go o posiadanie środków dopingowych. Sześciokrotny zwycięzca Tour de France domaga się odszkodowania w wysokości 125 tys. dolarów za naruszenie dóbr osobistych.
- Piłka nożna – Mecze ćwierćfinałowe piłkarskiej Ligi Mistrzów:
  - Chelsea F.C. – Bayern Monachium 4:2 (1:0); Bramki: dla Chelsea – Frank Lampard – dwie (60, 70), Joe Cole (4), Didier Drogba (81); dla Bayernu – Bastian Schweinsteiger (52); Michael Ballack (90+2-karny)
  - AC Milan – Inter Mediolan 2:0 (1:0); Bramki: Jaap Stam (45+1), Andrij Szewczenko (74)

## 5 kwietnia2005
- Piłka nożna – pierwsza runda 1/4 finału Ligi Mistrzów
  - Liverpool F.C. – Juventus F.C. 2:1 (2:0), Hyypia, Garcia – Cannavaro
  - Olympique Lyon – PSV Eindhoven 1:1 (1:0), Malouda – Cocu
- Siatkówka – Sebastian Świderski, na co dzień występujący w RPA LuigiBacchi.it Perugia, został uznany w klasyfikacji "La Gazzetta dello Sport" najlepszym zawodnikiem fazy zasadniczej rozgrywek włoskiej Serie A siatkarzy, uważanej za najsilniejszą ligę świata.
- Piłka nożna – Mecze ćwierćfinałowe piłkarskiej Ligi Mistrzów:
  - Liverpool F.C. – Juventus F.C. 2:1 (2:0); Bramki: dla Liverpoolu – Sami Hyypiä (10), Luis Garcia (25); dla Juventusu – Fabio Cannavaro (63)
  - Olympique Lyon – PSV Eindhoven 1:1 (1:0); Bramki: dla Olympique – Florent Malouda (12); dla PSV – Phillip Cocu (79)

## 4 kwietnia2005
- Piłka nożna – Zwaśnieni dotąd kibice Cracovii i Wisły wzięli udział we wspólnej modlitwie za Jana Pawła II. Podczas niezwykłego nabożeństwa w Krakowie 25 tys. zgromadzonych fanów skandowało: "Pojednanie! Pojednanie! Pojednanie dla Papieża!", a potem przekazało sobie znak pokoju. Jednocześnie na forach stron internetowych poświęconych drużynom krakowskim nieustannie pojawiają się apele o zakończenie "świętej wojny" pomiędzy kibicami tych drużyn. Kibice odwołują się do nauk zmarłego w sobotę papieża. Oto parę cytatów z wypowiedzi kibiców:

– "Ja jestem za. Jesteśmy Mu to winni. Po prostu dosyć nienawiści!!!"
– "To jest niesamowite stałem pod kurią w szaliku Pasów, a obok mnie przechodziła grupa Wiślaków, poklepaliśmy się po plecach i podaliśmy sobie dłonie zjednoczeni w smutku, chcę żeby tak było zawsze w Krakowie, STOP PRZEMOCY!!! WISŁA, CRACOVIA, HUTNIK – NADSZEDŁ CZAS SZACUNKU!"
– "Jednajcie się wszyscy, bo tego od nas wymagał nasz Trener – Papież!!!!!"
Na jednej ze stron zamieszczone jest zdjęcie papieża oraz flagi trzech krakowskich klubów i napis: "Jednoczymy się dla Ciebie, Ojcze". Jan Paweł II, nazywany także popularnie "papieżem sportowców", w młodości grał w piłkę nożną jako obrońca i bramkarz.

## 3 kwietnia2005
- Piłka nożna – W poniedziałek 4 kwietnia o godzinie 19.30 na stadionie Cracovii ma mieć miejsce wydarzenie bez precedensu – wspólne nabożeństwo kibiców Cracovii, Wisły, Hutnika i innych polskich klubów w intencji Papieża Jana Pawła II – poinformował zarząd Cracovii. "Pokażmy, że stać nas na jedność w smutku po jego stracie" – powiedział prof. Janusz Filipiak, prezes Cracovii. Mszę Świętą na wolnym powietrzu poprowadzi kapelan ks. Henryk Surma.
- Tenis stołowy – Białorusin Uładzimir Samsonau obronił tytuł i po raz trzeci został indywidualnym mistrzem Europy w tenisie stołowym. W finale rozgrywanych w duńskim Aarhus zawodów Samsonow pokonał Belga Jeana-Michela Saive'a 4:1 (11:6, 9:11, 11:9, 11:5, 11:8). W finale turnieju kobiet reprezentująca Austrię Liu Jia pokonała Rumunkę Michaelę Steff Merutiu 4:0 (11:9, 11:6, 11:8, 11:4).
- Formuła 1 – Fernando Alonso odniósł drugie w tym sezonie zwycięstwo podczas Grand Prix Bahrajnu. Drugi na mecie był Jarno Trulli z zespołu Toyota, a trzeci Kimi Räikkönen ze stajni McLaren. W klasyfikacji konstruktorów prowadzi Alonso z 26 punktami, drugi jest Trulli, który traci do lidera 10 punktów.

## 2 kwietnia2005
- Piłka nożna – W związku ze śmiercią Papieża Jana Pawła II Polski Związek Piłki Nożnej podjął decyzję o zawieszeniu do odwołania wszystkich rozgrywek piłkarskich w Polsce we wszystkich kategoriach wiekowych – poinformował dyrektor departamentu rozgrywek PZPN Marcin Stefański.

## 1 kwietnia2005
- Tenis stołowy – Lucjan Błaszczyk przegrał z Francuzem Patrickiem Chilą 1:4 (10:12, 3:11, 11:6, 9:11, 2:11) w trzeciej rundzie gry pojedynczej 25. Mistrzostw Europy w tenisie stołowym w duńskim Aarhus